# 政和温泉駅

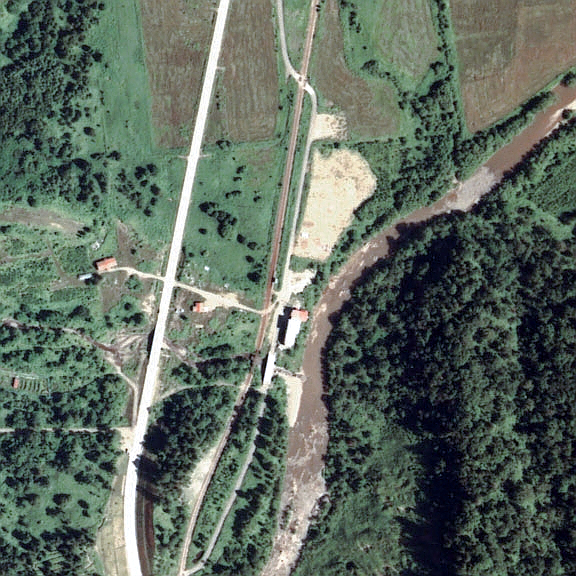
1977年の政和温泉仮乗降場と周囲約500 m範囲。上が朱鞠内方面。雨竜川沿いに温泉宿があった。下政和仮乗降場は写真上端の踏切を政和駅方向に過ぎた辺りに設置されていた。

政和温泉駅（せいわおんせんえき）は、北海道（空知支庁）雨竜郡幌加内町字政和第一にあった北海道旅客鉄道（JR北海道）深名線の駅（廃駅）である。

## 歴史
深名線では1955年（昭和30年）8月9日にレールバス（キハ01形）の運行が開始されたが、それに伴って多数開業した仮乗降場由来の駅の一つである。利用者減少により深名線廃止に先立つ1990年（平成2年）3月10日に廃駅となった。

### 年表
- 1955年（昭和30年）8月20日：日本国有鉄道深名線の下政和仮乗降場（局設定）として開業[1]。
  - ただし、『幌加内村史』では、同年9月16日工事着手、同年9月23日「完成」、としており[2]、仮乗降場の工事完了は完成後であった可能性がある。工事費は10.8万円であり、村費と受益集落で負担した[2]。
- 1961年（昭和36年）12月1日：200 m深川方に移転して政和温泉仮乗降場（局設定）に改称[1][3][注釈 1]。
- 不明（1966年以降）：待合室[4]設置[注釈 2]。
- 1987年（昭和62年）4月1日：国鉄分割民営化によりJR北海道に継承[1]。正規の駅となり政和温泉駅となる[1]。毎年12月1日 - 4月20日の間は全列車通過の臨時駅の扱い[1]。
- 1990年（平成2年）3月10日：冬季休業中のまま廃止[1]。

### 駅名の由来
改称後の名称は当駅の所在地近辺の温泉名（政和温泉）より。この地の入植者が鉱泉を発見し、1918年（大正7年）に温泉免許を取得して温泉宿を開いたが、経営が振るわず、冷泉だったため燃料代に窮した事や主人が亡くなったため一旦廃業となった。1960年（昭和35年）になって町が温泉の成分を分析をしたところ有効成分が認められ、また交通面でも下政和仮乗降場が近くにあることから、町内有志が旧温泉宿の後継者と共に1961年（昭和36年）10月に（株）政和温泉を立ち上げ、町議会にも働きかけて翌1962年（昭和37年）6月に温泉旅館を新築し開業した。またこれに合わせて仮乗降場を温泉旅館の近くへ移転させ、駅名も改めた。

## 駅構造
廃止時点で、単式ホーム1面1線を有する地上駅であった。ホームは線路の東側（名寄方面に向かって右手側）に存在した。分岐器を持たない棒線駅となっていた。
仮乗降場に出自を持つ無人駅となっており、駅舎はないがホーム中央部分に待合所を有していた。
駅前に立地していた政和温泉の泉源が枯渇したため温泉旅館は1981年（昭和56年）5月に休止した後、1986年（昭和61年）に建物を解体して廃業した。駅はその後もしばらく営業した後廃止となった。なお、温泉は場所を変えて町有の観光施設「せいわ温泉ルオント」として1994年（平成6年）に復活している。

## 駅周辺
- 国道275号（空知国道）
- 北海道道938号伊文政和線
- 政和温泉 - 種村直樹の著書『鈍行列車の旅』（日本交通公社、1979年）に、1976年（昭和51年）3月に種村自身が訪問した際の様子が当駅とともに紹介されている[注釈 3]。旅館は駅前にある一軒家で、利用客向けにジンギスカンが販売されており、腰にタオルを巻いただけの姿だけでも食べることができた[8]。駅の休止する冬期は温泉も営業を休止していた。旅館は1981年（昭和56年）に泉源の枯渇で休止した後、1986年（昭和61年）に廃業している。
- 道の駅森と湖の里ほろかない
- せいわ温泉ルオント - 道の駅に併設。当駅の廃駅後の開業。
- ジェイ・アール北海道バス深名線「ルオント前」停留所
- 雨竜川[9]

## 駅跡
2011年（平成23年）時点では駅関連施設はすべて撤去されている。
また、2000年（平成12年）時点では、駅跡の雨煙別方の雨竜川に架橋されていた鉄骨ガーダー橋である「第三雨竜川橋梁」が残存し、2010年（平成22年）時点、2011年（平成23年）時点でも同様であった。この橋は公益社団法人土木学会により土木学会選奨土木遺産に選定されている。

## 隣の駅
北海道旅客鉄道（JR北海道）
深名線
上幌加内駅 - （臨）雨煙別駅 - （臨）政和温泉駅 - 政和駅
当駅の深川駅方にあった雨煙別駅も当駅と同時に1990年（平成2年）3月10日に廃止となった。